# Françoise Babou de la Bourdaisière
Françoise Babou de La Bourdaisière (hacia 1542-9 de junio de 1592) fue una aristócrata francesa.

## Biografía
Hija de Jean Babou, conde de Sagonne, y de Françoise Robertet (hija de un ministro de Enrique II de Francia), contrajo matrimonio el 14 de febrero de 1559 en Chartres con Antoine IV d'Estrées, marqués de Cœuvres, con quien tuvo once hijos, nueve de los cuales fueron mujeres, siendo una de ellas Gabrielle d'Estrées (1573-1599), futura amante de Enrique IV de Francia. 
Pocos años después del enlace, en marzo de 1564, Françoise se convirtió en la amante de Louis de Bérenger du Guast, capitán de la guardia del duque de Anjou (futuro Enrique III de Francia), de quien también acabaría por convertirse en amante. Cuando Enrique accedió al trono otorgó a Françoise el puesto de dama de honor de su esposa Luisa de Lorena, mientras que Louis de Bérenger obtuvo un apartamento en el Louvre contiguo al de Françoise. 
En octubre de 1575, Guillaume du Prat, barón de Vitteaux, asesinó a Louis a petición, según rumores, de Margarita de Valois, quien sentía un gran desprecio hacia Françoise. El barón de Vitteaux murió a su vez en un duelo en 1583 con Yves IV d'Allègre, de quien Françoise, varios años mayor que él, se hizo amante tras conocerlo. Después de que d'Allègre obtuviese el puesto de gobernador de Issoire en 1589, Françoise abandonó a su marido y huyó con su amante a Auvernia, encomendando el cuidado de sus hijos a su hermana Isabel Babou, esposa de François d'Escoubleau de Sourdis y amiga íntima del canciller Philippe Hurault de Cheverny.
Françoise se convirtió en una mujer impopular entre los habitantes de Issoire debido a la influencia que ejerció sobre el gobernador durante los casi cuatro años que permaneció en la villa, llegando a proponer a d'Allègre la emisión de una orden que prohibiese a la burguesía de la ciudad llevar sedas o joyas bajo pena de muerte. En una ocasión, un grupo de comerciantes fue severamente golpeado tras acudir a su casa con el fin de cobrar una deuda.
Françoise y d'Allègre murieron asesinados en Issoire el 9 de junio de 1592 a manos de una turbamulta compuesta por ciudadanos enfurecidos. Después de que d'Allègre hubiese sido asesinado en su cama, Françoise, quien había tratado inútilmente de protegerse situándose en un hueco que había entre una cama y la pared, fue llevada a rastras a la habitación en la que había sido ultimado el gobernador y asesinada de una puñalada en el corazón. Inmediatamente después, sus cadáveres fueron arrojados por una ventana y exhibidos desnudos en la plaza pública, tras lo cual fueron introducidos en barriles de vino y enterrados anónimamente en una bodega en el castillo de Meilhaud, siendo sus asesinos capturados y ahorcados seis meses después.